# León de Catania
León de Catania, León II o Léon el Taumaturgo (Ravena, 720 - Catania, 789), fue un obispo italiano del siglo VIII, que ocupó la sede de la ciudad siciliana de Catania, siendo el decimoquinto prelado de la ciudad. Es venerado como santo por la Iglesia Católica y es conmemorado el 20 de febrero.

## Hagiografía
León nació en Rávena, en el 720, Existe una leyenda donde se cuenta que cuando tenía dos años, su madre lo descubrió arrodillado y en actitud de oración.
Siendo muy joven, ingresó a la orden benedictina. Fue colaborador del obispo de su natal Rávena, quien vio en él potencial y lo ordenó sacerdote, en el 742
Posteriormente se trasladó a Sicilia, a Reggio Calabria, cuyo obispo, Cirilode, lo nombró archidiácono. Permaneció en la ciudad hasta su elección como obispo de Catania en el 765, tras la muerte del obispo Sabino, en el 760, cuando tenía alrededor de 50 años.
Se atribuye al clamor popular, pues fue la gente quien presionó a León para que aceptara el cargo, ya que le tenían mucho aprecio allí, además de que manifestaron que en sueños un ángel les había profetizado que León era la persona adecuada para el cargo pues vivíaː 
```
"...
en aroma de santidad,..."
[
3
]
```

 
Fue así como León se convirtió en obispo, tomando el nombre de León II pese a su descontento, y perduró en el cargo durante 16 años, hasta el 787, tras dejar el cargo y retomarlo hasta el 789. 

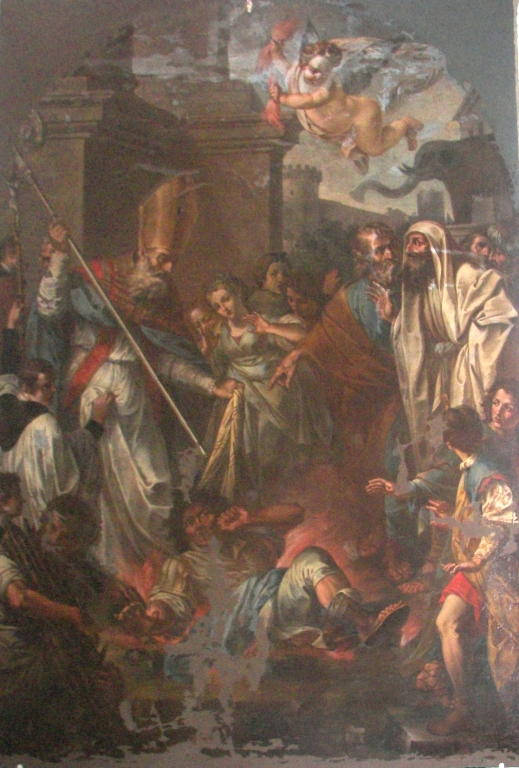
San Leon Taumaturgo derrota al mago Eliodoro. Óleo sobre lienzo del por Matteo Desiderato. Madre Iglesia de Santa Maria di Licodia.

Estando en el cargo, atacó ferozmente a los herejes iconoclastas y los decretos imperiales provenientes de Bizancio, lo que lo llevó a exiliarse, porque se ordenó su arresto, y fue a parar a las montañas de Nebrodi, entre Longi y Sinagra. Posteriormente llegó a Rometta, donde también vivió como ermitaño en las grutas. Finalmente regresó a Catania y siguió su lucha contra los iconoclastas bizantinos.
León falleció en el 789, en Catania, por causas naturales

### Leyenda
Se le llama taumaturgo porque se le atribuyen varios prodigios y milagros Se le asocia con la leyenda del nigromante, según la cual entró en disputas con el apóstata y mago Eliodoro, con quien se ordenó en el 778 que fuera encerrado en un horno crematorio, del que salió ileso León mientras que Eliodoro murió abrasado. Asimismo, se dice que su presencia provocó el incendio del templo de Ceres, aunque se sospecha que con esto se quería explicar que fue un instigador del mismo.

## Onomástico y culto público

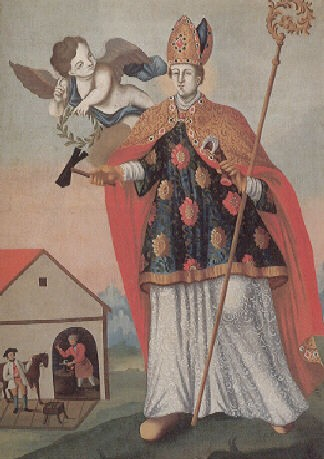
Léon y el ángel

León es conmemorado por la iglesia católica el 20 de febrero. Desde la noche anterior se celebra en Catania un festival en su honor, donde se hacen bailes, se encienden antorchas y se realiza una procesión por toda la ciudad. Además de esta fiesta, los segundos domingos de cada mes de agosto, se hacen festejos en su honor en Saracena.
Es el santo protector de Catania, Longi y Sinagra.
Su culto se ha mantenido en Catania, gracias a su popularidad en la ciudad y a la labor que desempeñaron los miembros de la orden benedictina a la que perteneció. Se construyó un monasterio llamado monasterio de San Leone da Pannacchio, cerca de Belpasso, en Catania, que fue destruido por la erupción de un volcán en 1536.
En Santa Maria di Licodia, también en Catania, existe también una iglesia con campanario donde se le venera.